# Víctor Contreras
Víctor Guillermo Contreras Olguín, más conocido como Tiburón Contreras (Valparaíso, 14 de septiembre de 1945-Quilpué, 26 de junio de 2018), fue un destacado nadador en aguas abiertas chileno.

## Biografía
Comenzó a practicar natación en su ciudad natal en la década de 1950. Se convirtió en el primer nadador chileno en cruzar el estrecho de Magallanes en 1979, cuando fue auspiciado por la Universidad Católica de Valparaíso; posteriormente, cubrió el canal del Beagle en 1980 y luego el cabo de Hornos. Fue el primero en completar el cruce del canal de Chacao en 1982, y después nadó el canal de la Mancha.
El 31 de agosto de 1981, registró un récord mundial al cruzar el estrecho de Gibraltar, desde Tarifa hasta una milla al este de Tánger, en 3 horas y 27 minutos, marca que estuvo vigente por catorce años. Además, fue el primer ser humano —y hasta ahora el único— en nadar en aguas antárticas sin traje de protección. Finalizó su carrera deportiva en 1987.
De profesión técnico electricista, se casó con Mafalda Espinoza, con quien tuvo cinco hijos.
Falleció por insuficiencia cardíaca en el Hospital de Quilpué a los 72 años.